# Frances Schroth

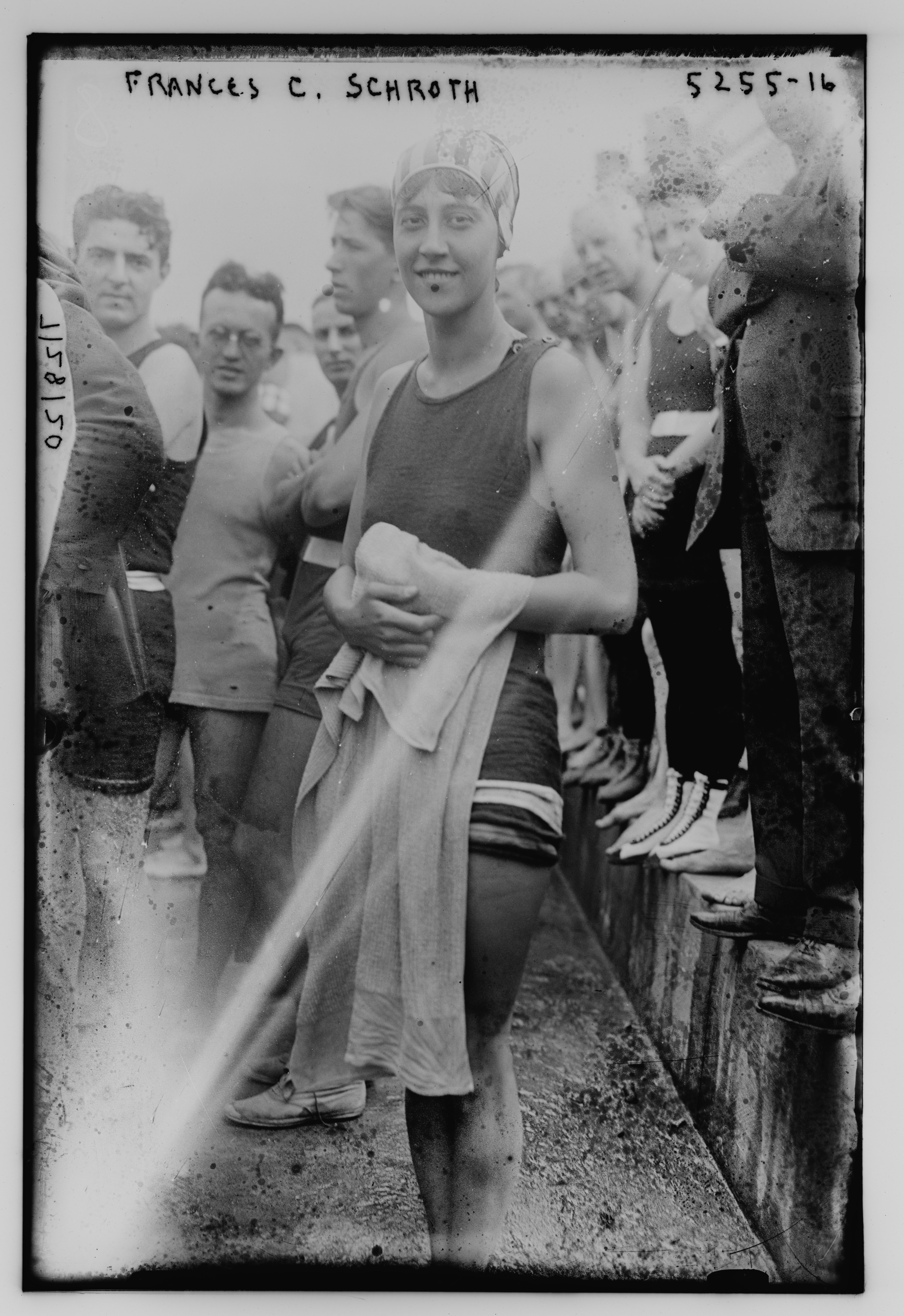
Frances Schroth (1915)

Frances Cowells Schroth (* 11. April 1893 in Toledo, Ohio, Vereinigte Staaten; † 6. Oktober 1961 in Guadalajara, Mexiko) war eine Schwimmerin aus den Vereinigten Staaten, die drei olympische Medaillen gewann.
Bei den Olympischen Spielen 1920 in Antwerpen standen im Schwimmsport drei Wettbewerbe für die Frauen auf dem Programm. Im zuerst ausgetragenen 100-Meter-Freistilschwimmen gewannen Schwimmerinnen aus den Vereinigten Staaten die drei Vorläufe. Frances Schroth siegte im ersten Vorlauf, Irene Guest im zweiten Vorlauf und im dritten Vorlauf siegte Ethelda Bleibtrey in der Weltrekordzeit von 1:14,4 min. Im Finale siegte Bleibtrey mit neuem Weltrekord von 1:13,6 min vor Irene Guest in 1:17,0 min und Frances Schroth in 1:17,2 min. Auf der nur 1920 ausgetragenen 300-Meter-Freistilstrecke siegte im ersten Vorlauf Ethelda Bleibtrey in der Weltrekordzeit von 4:41,4 min. Den zweiten Vorlauf gewann Margaret Woodbridge und den dritten Eleanor Uhl, beide ebenfalls aus den Vereinigten Staaten. Frances Schroth qualifizierte sich hinter Uhl ebenfalls für das Finale. Im Finale schwamm Bleibtrey ihren vierten Weltrekord und siegte in 4:34,0 min vor Margaret Woodbridge in 4:42,8 min. Dahinter erreichte Frances Schroth in 4:52,4 min das Ziel knapp vor der Britin Constance Jeans. Am Tag nach dem 300-Meter-Finale fand die Entscheidung in der 4-mal-100-Meter-Freistilstaffel statt. Alle drei angetretenen Staffeln blieben unter dem alten Weltrekord, die Staffel aus den Vereinigten Staaten mit Margaret Woodbridge, Frances Schroth, Irene Guest und Ethelda Bleibtrey siegte in 5:11,6 min vor den Britinnen in 5:40,8 min und den Schwedinnen in 5:43,6 min.
Frances Schroth war mit dem Schwimmer und Wasserballspieler George Schroth verheiratet, die Ehe wurde kurz nach den Olympischen Spielen 1924 geschieden.